# Âdïka
Âdïka, artiestennaam van Amani Adaisa Kidada (Amani) Verwey (1999), is een Surinaamse zangeres. Met de single Accurate bereikte ze op veertienjarige leeftijd nummer 1 in de Surinaamse Top 40. Ze begon in de muziekstijlen dancehall en reggae en volgt ook andere muziekstijlen.

## Biografie
Verwey werd in 1999 geboren. Haar artiestennaam Âdïka heeft ze ontleend aan een mengeling van haar middelste twee namen. Op haar zesde deed ze mee met een Javaanse talentenjacht en zong ze liedjes uit haar deels Javaanse culturele achtergrond van moederszijde. Enkele jaren later deed ze mee aan de Youth Voice.
Vanaf haar twaalfde zette ze serieuzere stappen in de muziek. In 2013 bereikte ze op veertienjarige leeftijd met Accurate de nummer 1-positie van de Surinaamse Top 40. Hetzelfde jaar werd ze genomineerd voor een Sranan Pokoe Award in de categorie Beste nieuwkomer. Hierna volgden hits als Music turn up, LMLY, Work for it en Ruff gyall. In haar beginjaren zong ze in de muziekstijlen dancehall en reggae en ze zingt nu ook in andere stijlen.
Tijdens een bezoek van de Nederlandse muziekmanager Kees de Koning in 2016 aan Suriname tekende ze een contract bij het muzieklabel Top Notch. Op haar achttiende bracht ze haar eerste dancehall-ep uit met de titel Eighteen. In 2017 vertolkte ze de rol van Adaya in de bioscoopfilm Sing Song. In 2018 verhuisde ze naar Nederland voor studie en om haar ambities in de muziek te volgen.